# Fremont (Nebraska)
Fremont – miasto (city), ośrodek administracyjny hrabstwa Dodge, we wschodniej części stanu Nebraska, w Stanach Zjednoczonych, położone na północnym brzegu rzeki Platte. W 2013 roku miasto liczyło 26 340 mieszkańców.
Początkowo obszar ten zamieszkany był przez indiańskie plemiona Pawnee, Oto i Omahów. Miejscowość założona została w 1856 roku na szlaku mormońskim przez osadników z Illinois. Oficjalne założenie nastąpiło w 1859 roku. W 1866 roku do Fremont dotarła Pierwsza Kolej Transkontynentalna.
Lokalna gospodarka w znacznej mierze opiera się na rolnictwie (uprawa kukurydzy i soi, hodowla bydła i świń), rozwinął się tutaj także przemysł lekki. W mieście swoją siedzibę ma uczelnia Midland University (zał. 2010, początki sięgają 1883 roku).